# Oh! My Mag
Ohmymag (stylisé Oh! My Mag) est un média en ligne axé sur les actualités, le mode de vie, la santé et le bien-être. Ciblant les femmes des générations Y et Z[Quoi ?], la marque se présente comme un magazine web d'infodivertissement. Il est édité par le groupe de presse Prisma Media.

## Historique
Fondé en 2008 par Benjamin Tolman et Denis Marchant, le Groupe Cerise est l'éditeur des portails Gentside et Oh My Mag,. Bien qu'initialement établie en France, la société étend ses activités à l'international en lançant des versions de ses deux sites en espagnol, en portugais et en allemand. Le groupe est racheté en 2016 par Prisma Media.
Prisma Media et le Groupe Cerise, lancent conjointement le magazine mensuel Oh My mag, résultat de la fusion entre le magazine As You Like et la marque digitale Ohmymag. Ciblant principalement les jeunes femmes âgées de 25 à 40 ans, avec une focalisation particulière sur celles âgées de 25 à 35 ans, le magazine s'étend également sur les plateformes Facebook et Instagram. Le premier numéro paraît en septembre 2017.

## Modèle économique
Les médias en ligne exclusifs Oh! My Mag et Gentside, appartenant au groupe Prisma Media, intègrent en 2021 l'offre numérique de la régie publicitaire Prisma Media Solutions.
Le contenu de ce site internet se retrouve sur de multiples médias en ligne sous forme de publicité consent to commerce qui donnent l'apparence d'articles mais qui génèrent de la consommation directement auprès d'entreprises sponsorisées, et est spécialiste en contenu viraux.